# Amica complanatio
Amica complanatio byla dohoda mezi polskými kalvinisty a luterány o spolupráci, zahrnovala např. ustanovení o společném užívání kostelů a pořádání společných synod. Uzavřena byla roku 1678 v Lešně.
Představovala opožděný a málo účinný pokus o konsolidaci polských protestantů čelící stále větší protireformaci.